# ماورو لوسترينيلي
ماورو لوسترينيلي (بالألمانية: Mauro Lustrinelli) (مواليد 26 فبراير 1976) هو لاعب كرة قدم سويسري سابق في مركز الهجوم ، ولعب للعديد من الأندية السويسرية، بالإضافة إلى الاحتراف في نادي سبارتا براغ التشيكي وهو حاليًا المدرب المساعد في منتخب سويسرا تحت 21 سنة لكرة القدم.

## روابط خارجية
- ماورو لوسترينيلي على موقع الاتحاد الدولي (مؤرشف)  (الإنجليزية)
- ماورو لوسترينيلي على موقع الاتحاد الأوربي (الإنجليزية)
- ماورو لوسترينيلي على موقع قاعدة بيانات كرة القدم.إي يو (الإنجليزية)
- ماورو لوسترينيلي على موقع ناشيونال فوتبول تيمز (الإنجليزية)
- ماورو لوسترينيلي على موقع Soccerway.com (الإنجليزية)
- ماورو لوسترينيلي على موقع عالم كرة القدم.نت (الإنجليزية)
- Mauro Lustrinelli as a player
- Mauro Lustrinelli as a player
- Mauro Lustrinelli as a manager